# Maš'abej Sade
Maš'abej Sade (hebrejsky מַשְׁאַבֵּי שָׂדֶה, doslova „Sadehovy zdroje“, v oficiálním přepisu do angličtiny Mash'abbe Sade, přepisováno též Mash'abei Sadeh) je vesnice typu kibuc v Izraeli, v Jižním distriktu, v Oblastní radě Ramat ha-Negev.

## Geografie
Leží v nadmořské výšce 344 metrů v centrální části pouště Negev. Jde o aridní oblast, ve které jsou jen drobné enklávy zemědělsky využívané půdy v bezprostředním okolí vesnice. Západně od kibucu začíná zcela suchá oblast písečných dun Cholot Chaluca. Zdejší krajina má mírně zvlněný terén, který člení četná vádí. Na severním okraji kibucu je to vádí Nachal Revivim.
Obec se nachází 63 kilometrů od břehu Středozemního moře, cca 118 kilometrů jižně od centra Tel Avivu, cca 96 kilometrů jihozápadně od historického jádra Jeruzalému a 27 kilometrů jižně od města Beerševa. Maš'abej Sade obývají Židé, přičemž osídlení v tomto regionu je etnicky převážně židovské. Zhruba 5 kilometrů západně od vesnice ale leží rozsáhlý shluk rozptýlených příbytků arabských beduínů v lokalitě zvané Bir Hadadž, kterou obývají cca 4000 polokočovných beduínů. Tato osada nebyla dlouho oficiálně uznána, přestože o to usilovali její obyvatelé i úřady Oblastní rady Ramat ha-Negev. Později se dočkala uznání a byla začleněna do Oblastní rady Abu Basma.
Maš'abej Sade je na dopravní síť napojen pomocí dálnice číslo 40, ze které tu odbočuje lokální silnice 222.

## Dějiny
Maš'abej Sade byl založen v roce 1949. Vznikl ale již roku 1947 pod názvem Chaluca, ovšem tehdy stál západně odtud, severozápadně od dnešní vesnice Revivim. Jeho zakladateli byla skupina členů židovských vojenských jednotek Palmach. Šlo o malý opěrný bod v poušti. Během války za nezávislost v roce 1948 se jeho obyvatelé podíleli na bojích v tomto regionu. Po válce byla vesnice v listopadu 1949 obnovena ale zároveň přesunuta o několik kilometrů do nynější lokality. V roce 1952 byl původní název Maš'abim (משאבים) změněn na Maš'abej Sade na počest zesnulého zakladatele jednotek Palmach Jicchaka Sadeho.
Místní ekonomika je založena na zemědělství (chov dobytka, produkce mléka, chov ryb a drůbeže, polní plodiny) a průmyslu (firma Sagiv). Vesnice od 90. let 20. století zkoumá metody využívání brakické vody pro zemědělské účely. Rozvíjí se turistický ruch (turistická vesnice s ubytováním). Kibuc si stále zachovává některé rysy kolektivního hospodaření. Funguje tu zdravotní středisko, plavecký bazén, obchod se smíšeným zbožím, sportovní areály, knihovna a společenské centrum.

## Demografie
Obyvatelstvo kibucu je sekulární. Podle údajů z roku 2014 tvořili naprostou většinu obyvatel v Maš'abej Sade Židé - cca 400 osob (včetně statistické kategorie "ostatní", která zahrnuje nearabské obyvatele židovského původu ale bez formální příslušnosti k židovskému náboženství, cca 500 osob).
Jde o menší obec vesnického typu s dlouhodobě stagnující populací. K 31. prosinci 2014 zde žilo 452 lidí. Během roku 2013 populace klesla o 7,6 %.
| Rok            | 1961 | 1972 | 1983 | 1995 | 2001 | 2003 | 2004 | 2005 | 2006 | 2007 | 2008 | 2009 | 2010 | 2011 | 2012 | 2013 | 2014 |
| -------------- | ---- | ---- | ---- | ---- | ---- | ---- | ---- | ---- | ---- | ---- | ---- | ---- | ---- | ---- | ---- | ---- | ---- |
| Počet obyvatel | 238  | 326  | 415  | 468  | 464  | 452  | 450  | 453  | 447  | 443  | 471  | 496  | 478  | 488  | 493  | 489  | 452  |